# Svezia ai Giochi della II Olimpiade
La Svezia partecipò ai Giochi della II Olimpiade di Parigi. Nonostante all'epoca la Svezia fosse unita con la Norvegia, i risultati delle due nazioni sono considerati dal CIO separatamente.
In tutto all'Olimpiade presero parte 10 atleti svedesi che conquistarono una sola medaglia di bronzo.

## Medaglie

### Medagliere per discipline
| Sport            | Oro | Argento | Bronzo | Totale |
| ---------------- | --- | ------- | ------ | ------ |
| Atletica leggera | 0   | 0       | 1      | 1      |
| Totale           | 0   | 0       | 1      | 1      |

### Medaglie di bronzo
| Medaglia | Nome       | Sport            | Evento   |
| -------- | ---------- | ---------------- | -------- |
| Bronzo   | Ernst Fast | Atletica leggera | Maratona |

## Atletica leggera

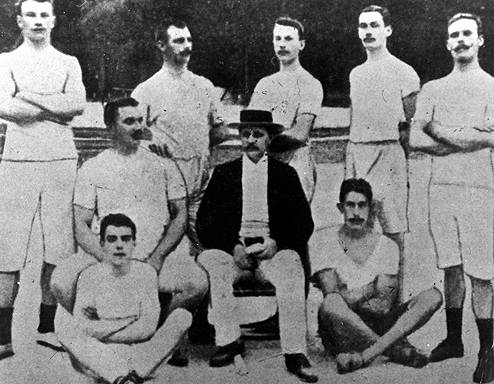
Gli svedesi impegnati nelle gare di atletica leggera. In piedi da sinistra: Karl Gustaf Staaf, August Nilsson, Isaac Westergren, Tore Blom, Johan F. Nyström. Seduti: Gustaf Söderström, F. Berg (capitano). Al centro: Ernst Fast e Eric Lemming.

| Evento    | Pos. | Atleta           | Batteria                   | Semifinale | Ripescaggio | Finale         |
| --------- | ---- | ---------------- | -------------------------- | ---------- | ----------- | -------------- |
|           |      |                  |                            |            |             |                |
| 60 metri  | —    | Isaac Westergren | Sconosciuto AC, batteria 1 | -          | -           | Eliminato      |
|           |      |                  |                            |            |             |                |
| 100 metri | —    | Isaac Westergren | Sconosciuto 4°, batteria 5 | Eliminato  | Eliminato   | Eliminato      |
|           |      |                  |                            |            |             |                |
| Maratona  | 3°   | Ernst Fast       | -                          | -          | -           | 3:37:14.0      |
| Maratona  | —    | Johan Nyström    | -                          | -          | -           | Non completata |
|           |      |                  |                            |            |             |                |

| Evento                | Pos.   | Atleta            | Qualifiche      | Finale      |
| --------------------- | ------ | ----------------- | --------------- | ----------- |
|                       |        |                   |                 |             |
| Salto in lungo        | 11°    | Tore Blom         | 5.770 metri 11° | Eliminato   |
| Salto in lungo        | 12°    | Erik Lemming      | 5.500 metri 12° | Eliminato   |
|                       |        |                   |                 |             |
| Salto triplo          | 7°-13° | Erik Lemming      | -               | Sconosciuto |
| Salto triplo          | 7°-13° | Karl Staaf        | -               | Sconosciuto |
|                       |        |                   |                 |             |
| Salto in alto         | 4°     | Erik Lemming      | -               | 1,70 metri  |
| Salto in alto         | 8°     | Tore Blom         | -               | 1,50 metri  |
|                       |        |                   |                 |             |
| Salto con l'asta      | 4°     | Erik Lemming      | -               | 3,10 metri  |
| Salto con l'asta      | 7°     | Karl Staaf        | -               | 2,80 metri  |
| Salto con l'asta      | 8°     | August Nilsson    | -               | 2,60 metri  |
|                       |        |                   |                 |             |
| Salto triplo da fermo | 5°-10° | Karl Staaf        | -               | Sconosciuto |
|                       |        |                   |                 |             |
| Getto del peso        | 6°     | Gustaf Söderström | 11,18 metri 6°  | Eliminato   |
| Getto del peso        | 9°     | August Nilsson    | 10,86 metri 9°  | Eliminato   |
|                       |        |                   |                 |             |
| Lancio del disco      | 6°     | Gustaf Söderström | 33,07 metri 6°  | Eliminato   |
| Lancio del disco      | 8°     | Erik Lemming      | 32,50 metres 8° | Eliminato   |
|                       |        |                   |                 |             |
| Lancio del martello   | 4°     | Erik Lemming      | -               | Sconosciuto |
| Lancio del martello   | 5°     | Karl Staaf        | -               | Sconosciuto |
|                       |        |                   |                 |             |

| Evento         | Pos. | Atleti | Gara 1                   |
| -------------- | ---- | --- | ------------------------ |
|                |      | |                          |
| Tiro alla fune | 1°   | Edgar Aabye (DEN) August Nilsson Eugen Schmidt (DEN) Gustaf Söderström Karl Gustaf Staaf Charles Winckler (DEN) | Vittoria vs. Francia 2-0 |
|                |      | |                          |

## Nuoto
| Evento                  | Pos. | Nuotatore     | Semifinali               | Finale    |
| ----------------------- | ---- | ------------- | ------------------------ | --------- |
|                         |      |               |                          |           |
| 200 metri stile libero  | 12°  | Erik Erickson | 3:05.8 4°, semifinale 1  | Eliminato |
|                         |      |               |                          |           |
| 1000 metri stile libero | 9°   | Erik Erickson | 17:41.2 3°, semifinale 1 | 17:50.0   |
|                         |      |               |                          |           |
| 200 metri dorso         | 8°   | Erik Erickson | 4:05.4 4°, semifinale 3  | 3:56.4    |
|                         |      |               |                          |           |

## Scherma
| Evento   | Pos.    | Schermidore | Primo turno                  | Quarti    | Ripescaggio | Semifinali | Finale    |
| -------- | ------- | ----------- | ---------------------------- | --------- | ----------- | ---------- | --------- |
|          |         |             |                              |           |             |            |           |
| Fioretto | 38°-54° | Emil Fick   | Non qualificato dalla giuria | Eliminato | Eliminato   | Eliminato  | Eliminato |
|          |         |             |                              |           |             |            |           |